# Улица кнеза Данила (Београд)
| УЛИЦА · КНЕЗА ДАНИЛА | УЛИЦА · КНЕЗА ДАНИЛА |
| -------------------- | -------------------- |
|                      |                      |
| Општина              | Палилула             |
| Почетак              | Далматинска улица    |
| Крај                 | Рузвелтова улица     |
| Дужина               | 800 m                |
| Ширина               | 10.5 m               |
| Створена             | 1872                 |
| Названа              | 1896                 |
| Стари називи         | Тежачка              |
|                      |                      |
|                      |                      |

Улица кнеза Данила налази се на Општини Палилула, у Београду. Ова улица се простире од Далматинске до Рузвелтове улице и укршта се са улицама: Станоја Главаша, Старине Новака, Владетином и Иванковачком улицом.

## Име улице
Улица је назив добила у част кнеза Данила I Петровића, наследника Петра II Петровића Његоша.

## Историја
Улица име кнеза Данила носи од 1896. године. 
У периоду пре 1896, тачније од 1872. до 1896. године, улица је носила назив Тежачка улица.
Кнез Данило I Петровић је био црногорски државник, који је 1. 1. 1852. године проглашен за наследног кнеза Црне Горе на основу тестамента Петра II Петровића Његоша. 
Његошев световни ауторитет државника заснивао се на духовној власти, али је он од Петрограда добио пристанак да на његово место, као наследник, не мора доћи владика. Са овим су се сагласиле Русија и Аустрија, међутим Турска је постала забринута за свој суверенитет и због тога предузела војну акцију против Црне Горе. Акција је обустављена захваљујући интервенцији Русије и Аустрије, а Данило I Петровић је преузео власт и наредне четири године спровео крупне административне и војне реформе у Црној Гори.
Кнез Данило је обнародовао „Општи законик црногорски и брдски” и остао упамћен као модернизатор црногорске државе, који је сузбио племенски сепаратизам и подстакао културни и привредни напредак Црне Горе.

## Суседне улице
- Доктора Драгослава Поповића
- 27. марта
- Краљице Марије
- Далматинска улица

## Значајни објекти
- Дом здравља „Др Милутин Ивковић”: Огранак Стара Палилула, Кнеза Данила 16
- Дрвна индустрија ЈБА, Кнеза Данила 54
- Галерија Portofino, Кнеза Данила 8
- Гарден бар, Кнеза Данила 9
- Група Хајде да... - невладина организација у области примењене психологије, Кнеза Данила 12
- Кафаница „Код деде”, Кнеза Данила 42
- Лабораторија BioMedica, Кнеза Данила 7
- MediLab лабораторија, Кнеза Данила 7
- Основна школа „Старина Новак”, Кнеза Данила 33-37

У улици се налазе и бројне адвокатске канцеларије, козметички салони, барови и апотеке.